# Radźszahi (prowincja)
Radźszahi (bengal. রাজশাহী বিভাগ) – jedna z 7 prowincji Bangladeszu. Znajduje się w północnej części kraju. Stolicą prowincji jest miasto Radźszahi.